# جايسون ماس
جايسون ماس (بالإنجليزية: Jason Maas)‏ هو لاعب كرة قدم أمريكية ولاعب كرة قدم كندية أمريكي، ولد في 19 نوفمبر 1975 في بيفر دام في الولايات المتحدة.